# Beilschmiedia sessilifolia
Beilschmiedia sessilifolia är en lagerväxtart som beskrevs av Adolf Engler och Otto Stapf. Beilschmiedia sessilifolia ingår i släktet Beilschmiedia och familjen lagerväxter. Inga underarter finns listade i Catalogue of Life.